# Vittorio Emanuele Orlando

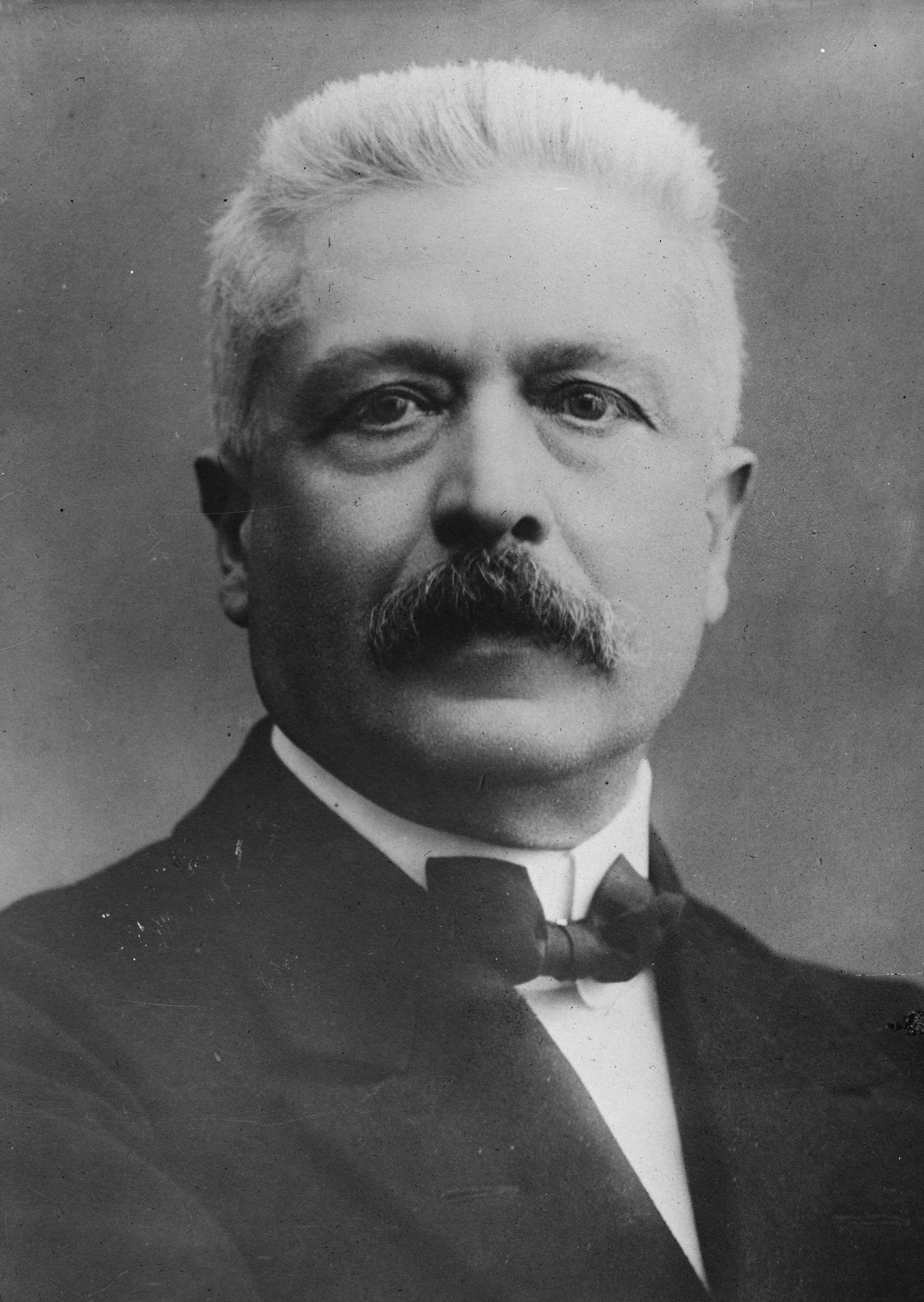
Vittorio Emanuele Orlando

Vittorio Emanuele Orlando (* 19. Mai 1860 in Palermo; † 1. Dezember 1952 in Rom) war ein italienischer Rechtswissenschaftler und Politiker. Er war von 1917 bis 1919 Präsident des Ministerrats des Königreichs Italien. Auf der Pariser Friedenskonferenz 1919 gehörte er dem Rat der Vier an.

## Leben
Der  Jurist erhielt im  Alter von 25 Jahren 1885 einen Lehrstuhl für Verfassungsrecht an der Universität Modena, 1886 in Messina und 1888 in Palermo. 1897 zog er als liberaler Abgeordneter ins Parlament ein. 1901 wurde er als Professor für öffentliches und Verfassungsrecht an die Universität Rom berufen.

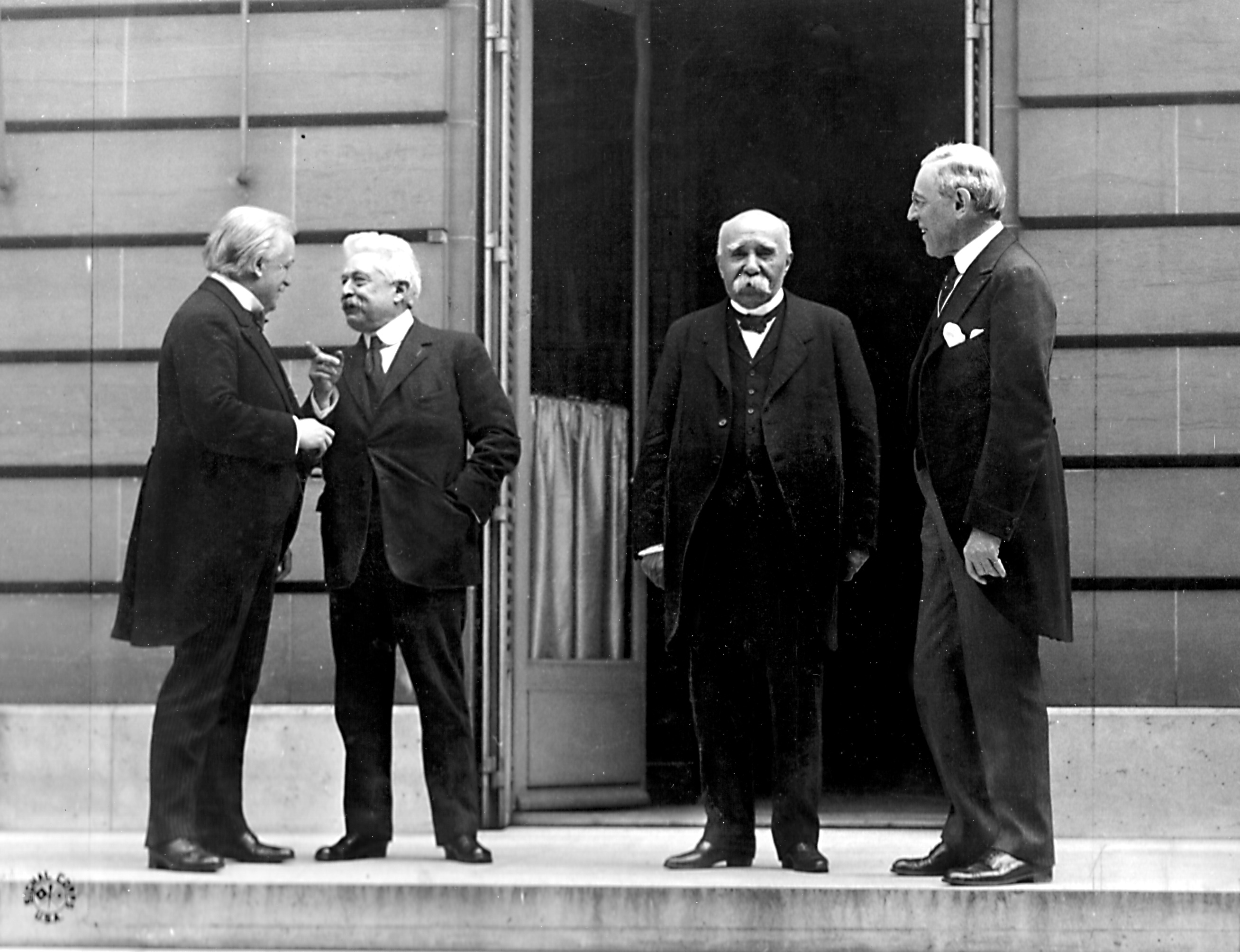
Vittorio Emanuele Orlando (2. von links) bei den Verhandlungen in Versailles mit David Lloyd George, Georges Clemenceau und Woodrow Wilson (von links)

In den folgenden Jahren hatte Orlando in verschiedenen Regierungen Ministerämter inne. Von 1903 bis 1905 war er Unterrichtsminister, 1907 bis 1909 und 1914 bis 1916 Justizminister sowie 1916/17 Innenminister. Als im Ersten Weltkrieg 1917 die Niederlage in der Schlacht von Karfreit zum Rücktritt von Ministerpräsident Paolo Boselli führte, wurde Orlando zum neuen Ministerpräsidenten gewählt und trat das Amt während einer schweren politischen Krise Italiens am 29. Oktober 1917 an. 
Er gehörte zusammen mit Woodrow Wilson, Georges Clemenceau und David Lloyd George zum Rat der Vier, dem obersten Gremium der Pariser Friedenskonferenz 1919. Die vier Regierungschefs hatten maßgeblichen Anteil an der Ausgestaltung der Pariser Vorortverträge. Aufgrund seiner schwachen politischen Position und seinen mangelnden Englischkenntnissen spielte Orlando nur eine untergeordnete Rolle und konnte sich nicht gegen seinen Außenminister Sidney Sonnino durchsetzen. Als er die Konferenz vorübergehend unter Protest verließ, um italienische Territorialforderungen durchzusetzen, gewann er zwar vorübergehend Zustimmung in Italien, hatte seine Position auf der Konferenz aber entscheidend geschwächt. Nach einem Misstrauensvotum des Parlaments dankte Orlando noch 1919 als Ministerpräsident ab.
In den folgenden Jahren arbeitete er an der Satzung des Völkerbundes mit. Nach der Ermordung des Generalsekretärs der Sozialdemokraten, Giacomo Matteotti, schloss sich Orlando 1925 der kleinen parlamentarischen Opposition gegen die Faschisten im Parlament an. Kurze Zeit später legte er sein Mandat nieder und trat von da ab politisch nicht mehr in Erscheinung. Allerdings verweigerte er den für Hochschullehrer vorgeschriebenen Eid auf den Faschismus und wurde 1931 auf eigenen Wunsch emeritiert.
Nach dem Sturz Mussolinis kehrte Orlando 1944 auf seinen Lehrstuhl zurück. 1946/47 war er Mitglied der verfassunggebenden Versammlung,  1948 wurde er auf Grund der 3. Übergangsbestimmung der Verfassung zum Senator ernannt. Der Accademia dei Lincei gehörte er seit dem 9. März 1919 als Ehrenmitglied an. Da er den Treueid auf den Faschismus verweigerte, wurde er 1935 ausgeschlossen, 1945 aber wie die anderen  Ausgeschlossenen gemäß dem Gesetz 12 aprile 1945, n. 178 wieder aufgenommen.

## Werke

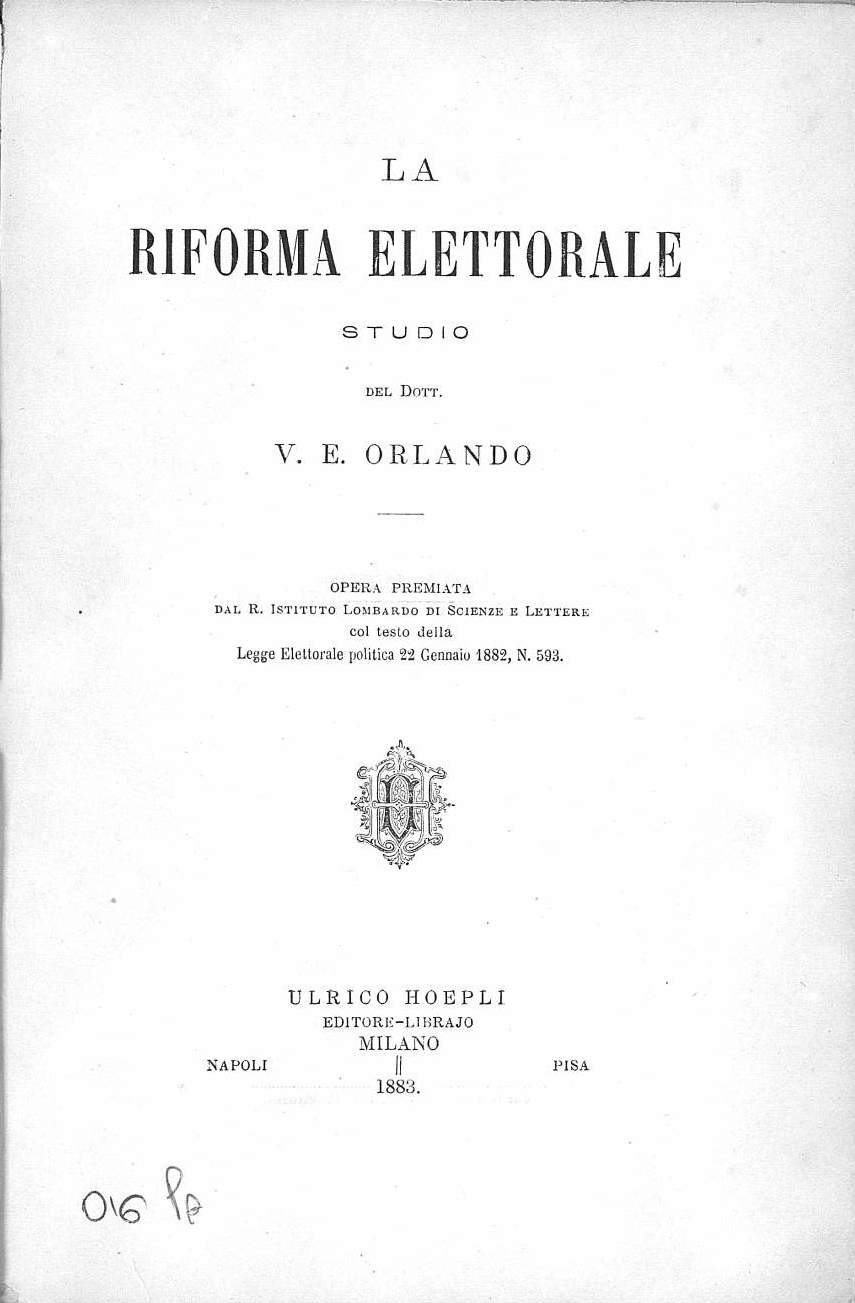
La riforma elettorale, 1883

- Della riforma elettorale, Milano, 1881
  - La riforma elettorale. Hoepli, Milano 1883 (beic.it).
- Le fratellanze artigiane in Italia, Firenze, 1884
- Della resistenza politica individuale e collettiva, Torino, 1885
- Principi di diritto costituzionale, Firenze, 1889
- Principi di diritto amministrativo, Firenze, 1890
  - Principii di diritto amministrativo. G. Barbera, Firenze 1915 (beic.it).
- Teoria giuridica delle guarentigie della libertà, Torino, 1890
- Primo trattato completo di diritto amministrativo italiano. Band 1. Società Editrice Libraria, Milano 1900.
  - Primo trattato completo di diritto amministrativo italiano. Band 2.2. Società Editrice Libraria, Milano 1915 (beic.it).
  - Primo trattato completo di diritto amministrativo italiano. Band 2.3. Società Editrice Libraria, Milano 1935 (beic.it).
  - Primo trattato completo di diritto amministrativo italiano. Band 3. Società Editrice Libraria, Milano 1907 (beic.it).
  - Primo trattato completo di diritto amministrativo italiano. Band 4.1. Società Editrice Libraria, Milano 1904 (beic.it).
  - Primo trattato completo di diritto amministrativo italiano. Band 4.2. Società Editrice Libraria, Milano 1905 (beic.it).
  - Primo trattato completo di diritto amministrativo italiano. Band 5. Società Editrice Libraria, Milano 1930 (beic.it).
  - Primo trattato completo di diritto amministrativo italiano. Band 6.1. Società Editrice Libraria, Milano 1930 (beic.it).
  - Primo trattato completo di diritto amministrativo italiano. Band 10.1. Società Editrice Libraria, Milano 1930 (beic.it).
  - Primo trattato completo di diritto amministrativo italiano. Band 10.2. Società Editrice Libraria, Milano 1932 (beic.it).
- La giustizia amministrativa, Milano, 1901
- Le régime parlamentaire en Italie, Parigi, 1907
- Lo Stato e la realtà, Milano, 1911
- Discorsi per la guerra, Roma, 1919
- Crispi, Palermo, 1923
- Discorsi per la guerra e per la pace, Foligno, 1923
- Diritto pubblico generale e diritto pubblico positivo, Milano, 1924
- Recenti indirizzi circa i rapporti fra diritto e Stato, Tivoli, 1926
- L'opera storica di Michele Amari, Milano, 1928
- Su alcuni miei rapporti di governo con la Santa Sede, Napoli, 1929
- Immunità parlamentari e organi sovrani, Tivoli, 1933
- Diritto pubblico generale, Milano, 1940
- Scritti vari di diritto pubblico e scienza politica, Milano, 1940
- Discorsi parlamentari, Bologna, 2002